# Jean-Louis Humbaire
Jean-Louis Humbaire,  né le 6 juillet 1911 à Vesoul et mort le 17 octobre 1981 à Flavacourt, est un architecte français.
Architecte en chef des bâtiments civils et palais nationaux, il est nommé architecte en chef du domaine national de Versailles en 1973 et assure cette fonction jusqu'en 1978.

## Biographie
Il naît au 6 rue de la Halles à Vesoul.
Au début des années 1950, Jean-Louis Humbaire travaille comme architecte pour les frères Auguste et Gustave Perret.
En 1956, le Bulletin monumental de la Société française d'archéologie le présente parmi ses nouveaux membres et le mentionne en tant qu'architecte en chef des bâtiments civils et palais nationaux. Son agence d'architecture est, à cette époque, située 90 rue du Bac dans le 7e arrondissement de Paris.
Parmi les travaux qu'il effectue, on peut citer la restauration de la Bibliothèque Mazarine réalisée à partir de 1968 avec l'architecte André Gutton.
Parallèlement, il a ses habitudes au château de Versailles depuis fort longtemps puisqu'il travaille avant 1954 comme architecte ordinaire auprès d'André Japy, alors architecte en chef du palais. Il participe notamment au réaménagement de l'éclairage, du chauffage et de l'aération du bâtiment. En 1965-1966, il assiste Marc Saltet, successeur d'André Japy, dans la restauration du Grand Trianon.
Jean-Louis Humbaire devient lui-même architecte en chef du domaine national de Versailles en 1973, en remplacement de Marc Saltet. Il poursuit la politique de ses prédécesseurs, telle la restauration de la Chambre de la Reine, débutée à l'époque de Charles Mauricheau-Beaupré et terminée sous l'égide de Gérald Van der Kemp. Il initie également un certain nombre d'actions (restitution des appartements du rez-de-chaussée, en particulier) que son départ en 1978 ne lui permettra pas de mener à bien mais que son successeur, Jean Dumont, terminera dans leur quasi-totalité.

## Décorations
- Officier de l'ordre des Arts et des Lettres (1963)[7]